# 迈克尔·阿什克罗夫特
迈克尔·阿什克罗夫特（英語：Michael Ashcroft，1964年12月7日—），加拿大男子射击运动员。他曾代表加拿大参加1987年泛美运动会射击比赛，获得一枚金牌。他也曾参加1988年和1992年夏季奥运会。